# Podenii Noi
Podenii Noi è un comune della Romania di 4 715 abitanti, ubicato nel distretto di Prahova, nella regione storica della Muntenia. 
Il comune è formato dall'unione di 10 villaggi: Ghiocel, Mehedința, Nevesteasca, Podenii Noi, Podu lui Galben, Popești, Rahova, Sălcioara, Sfăcăru, Valea Dulce.